# 콜랩넷
콜랩넷(CollabNet)은 미국 캘리포니아주에 위치한 소프트웨어 개발 회사로서 1999년 브라이언 벨렌도프(Brian Behlendorf)와 팀 오라일리 (Tim O'Reilly)에 의해 설립되었다. 설립 후 콜랩넷은 2000년도에 서브버전 오픈 소스 프로젝트를 개시하였으며 풀타임 개발자를 고용하여 서브버전 프로젝트를 후원하고 있다.

## 같이 보기
- 애자일 소프트웨어 개발
- 지속적 배포
- 데브옵스 툴체인
- 스크럼 (애자일 개발 프로세스)